# Capnella shepherdi
Capnella shepherdi är en korallart som beskrevs av Verseveldt 1977. Capnella shepherdi ingår i släktet Capnella och familjen Nephtheidae. Inga underarter finns listade i Catalogue of Life.